# Ílhavo
Ílhavo és un municipi portuguès, situat al districte d'Aveiro, a la regió del Centre i a la subregió de Baixo Vouga. L'any 2004 tenia 40.349 habitants. Limita al nord i nord-est amb Aveiro i al sud amb Vagos. És famós per la seva participació en la pesca de bacallà.
Es igualment famosa la fàbrica de porcellana de Vista Alegre, fundada el 1824 i encara activa. Es considera la fàbrica de porcellana més antiga de tota la península ibèrica.
| Població del concelho d'Ílhavo (1801 – 2004) | Població del concelho d'Ílhavo (1801 – 2004) | Població del concelho d'Ílhavo (1801 – 2004) | Població del concelho d'Ílhavo (1801 – 2004) | Població del concelho d'Ílhavo (1801 – 2004) | Població del concelho d'Ílhavo (1801 – 2004) | Població del concelho d'Ílhavo (1801 – 2004) | Població del concelho d'Ílhavo (1801 – 2004) | Població del concelho d'Ílhavo (1801 – 2004) |
| -------------------------------------------- | -------------------------------------------- | -------------------------------------------- | -------------------------------------------- | -------------------------------------------- | -------------------------------------------- | -------------------------------------------- | -------------------------------------------- | -------------------------------------------- |
| 1801                                         | 1849                                         | 1900                                         | 1930                                         | 1960                                         | 1981                                         | 1991                                         | 2001                                         | 2004                                         |
| 5436                                         | 6797                                         | 13163                                        | 17709                                        | 25108                                        | 31383                                        | 33235                                        | 37209                                        | 39247                                        |

## freguesias
- Gafanha da Encarnação
- Gafanha da Nazaré
- Gafanha do Carmo
- Ílhavo (São Salvador)